# 内大南校区站
内大南校区站（蒙古语：ᠥᠪᠥᠷ ᠮᠣᠩᠭᠣᠯ ᠤᠨ ᠶᠡᠬᠡ ᠰᠤᠷᠭᠠᠭᠤᠯᠢ ᠶᠢᠨ ᠡᠮᠦᠨ᠎ᠡ ᠲᠣᠭᠣᠷᠢᠭ）是呼和浩特地铁2号线的地铁车站，位于中华人民共和国内蒙古自治区呼和浩特市玉泉区昭君路街道锡林郭勒南路与世纪大街交叉口地下，2020年10月1日開通运营。

## 车站结构
内大南校区站位于锡林郭勒南路与世纪大街交叉口，沿锡林郭勒南路呈南北向布置，长193米，标准段宽19.7米，为地下两层岛式车站。
| 地面              | 出入口 | A-C出入口 |
| 地下一层          | 站厅   | 客服中心、自动售票机、验票机                                                                                    |
| 地下二层          | 站台层 | \| \| \| █ 2号线往塔利东路（锡林公园） \| \| 島式 · 開左邊车门 \| \| \| \| \| \| █ 2号线往阿尔山路（帅家营） \| |
|                   |        | █ 2号线往塔利东路（锡林公园）                                                                                   |
| 島式 · 開左邊车门 |        | |
|                   |        | █ 2号线往阿尔山路（帅家营）                                                                                     |

## 车站出口
内大南校区站共设3个出口，各出口及周围设施如下所示：
| 出口编号            | 照片 | 地点                 | 可到达目的地           |
| ------------------- | ---- | -------------------- | ---------------------- |
| A · 出口 · （设有） |      | 锡林郭勒南路（东侧） | 万达广场（呼市城南店） |
| B · 出口            |      | 锡林郭勒南路（东侧） | 恒泰盛都               |
| C · 出口            |      | 锡林郭勒南路（西侧） | 内蒙古大学（南校区）   |
| 图例： 设有         |      |                      |                        |

## 接驳交通

### 公交车
- 内大新校区：20路、26路、84路、208路

## 历史
- 2017年12月7日，车站主体结构封顶[3]。
- 2020年10月1日，本站随2号线通车一同开通[1]。